# Тоен-Мару
Тоен-Мару (Toen Maru) — транспортне судно, яке під час Другої світової війни брало участь у операціях японських збройних сил на Тихому океані.
Судно спорудили як SS Aungban в 1917 році на британській верфі Palmer's Shipbuilding & Iron в Ньюкасл-апон-Тайні для Burmah Oil Company.
У лютому 1937-го SS Aungban продали на злам японській Okada Seiicha і в листопаді того ж року воно прибуло до Осаки. Втім, в цей період японський уряд на тлі Другої японо-китайської війни ввів обмеження на списання суден і в лютому 1938-го танкер придбала компанія Okada Gumi, що перейменувала його на «Тоен-Мару», а з березня передала у фрахт Імперському флоту Японії. Наступні три з половиною роки судно провадило операції з бункерування нафтопродуктами, вугіллям та водою у водах південного Китаю, передусім біля острова Хайнань.
В листопаді – грудні 1941-го «Тоен-Мару» пройшло певне дообладнання для виконання функції флотського бункерувальника та знову опрямувало до китайського узбережжя, маючи за перше завдання забезпечення діяльності угруповання, яке діяло проти Гонконгу. 25 грудня Гонконг капітулював, проте 1 січня 1942-го «Тоен-Мару» підірвалось а одному з полишених захисних мінних загороджень, втратило носову частину та було вимушене викинутись на берег щоб запобігти затопленню. Судно «Моджі-Мару» отримало наказ прйиняти з «Тоен-Мару» нафтопродукти, але 3 січня саме підірвалось на міні та затонуло. 6 січня за домогою буксиру «Куре № 5» «Тоен-Мару» поставили на плав і тієї ж доби воно прибуло до Гонконгу, де до 15 червня проходило ремонт.
З кінця червнія 1942-го «Тоен-Мару» належало до Другого Південного експедиційного флоту, що забезпечував контроль над окупованими територіями Нідерландської Ост-Індії. Протягом наступних восьми місяців танкер здійснював рейси між Амбоном (південна частина Молуккського архіпелагу), Сурабаєю (головна база на сході острова Ява), Кендарі (південно-східний півострів острова Сулавесі), Балікпапаном та Тараканом (центри нафтовидобутку на сході Борнео), островом Хальмахера (північна частина Молуккського архіпелагу), при цьому 18 липня та 9 серпня 1942-го «Тоен-Мару» ставало ціллю для безрезультатних атак якихось підводних човнів. 
2 березня 1943-го у Макассарській протоці по «Тоен-Мару», що слідував у складі конвою, випустив чотири торпеди американський підводний човен USS Thresher. В ціль потрапили дві дорпеди, проте одна з них не здетонувала. Втім, отриманих пошкоджень виявилось достатньо, щоб танкер затонув, загинуло 28 членів екіпажу.